# Walter Ivan de Azevedo
Dom Walter Ivan de Azevedo SDB (São Paulo, 8 de maio de 1926 – Manaus, 28 de janeiro de 2024) foi um sacerdote salesiano brasileiro e bispo-emérito de São Gabriel da Cachoeira. Antes de ser nomeado bispo de foi provincial dos Salesianos na Amazônia por um período de seis anos.

## Biografia
Nascido em São Paulo em 8 de maio de 1926, foi ordenado padre em 8 de dezembro de 1953.
Em 27 de julho de 1986 foi consagrado bispo-coadjutor de São Gabriel da Cachoeira, assumindo a cadeira de Ordinario em 27 de fevereiro de 1988. Aposentou-se por limite de idade em 23 de janeiro de 2002.
Faleceu em 28 de janeiro aos 97 anos em Manaus.